# Ferdinand Bonaventura II. z Harrachu
Ferdinand Bonaventura II. Antonín, hrabě z Harrachu na Rohrau a Thannhausenu (německy Ferdinand Bonaventura Anton, Graf von Harrach zu Rohrau und Thannhausen, 11. dubna 1708, Gmunden – 28. ledna 1778, Vídeň) byl česko-rakouský šlechtic, císařský politik, diplomat a rytíř Řádu zlatého rouna.

## Život

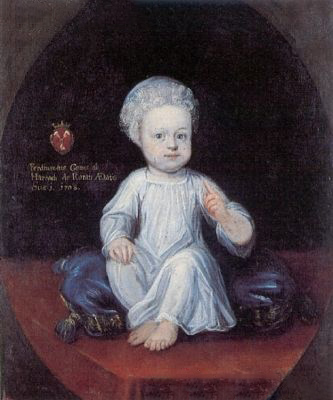
Dětský portrét Ferdinanda Bonaventury.

Ferdinand Bonaventura Antonín byl nejmladším synem Aloise Tomáše Raimunda z Harrachu a jeho druhé manželky, Anny Cecílie, štýrské hraběnky z Thannhausenu.  
Již v mládí vstoupil do státních služeb a stal se brzy dvorním radou a hned nato skutečným tajným radou. V říjnu 1744 byl vyslán jako císařský komisař k volbě salcburského knížete-arcibiskupa a v letech 1745-1750 držel úřad zemského maršálka v Dolních Rakousích, který předtím vykonával jeho otec. V říjnu 1746 byl vyslán jako zplnomocněný ministr na mírový kongres v Bredě, kde se dojednával mír mezi spojeneckou Británií a Nizozemím a nepřátelskou Francií. V srpnu 1747 byl jmenován generálním místodržícím v Lombardii.  
Všechny své obtížné úkoly zvládl a v roce 1750 se vrátil do Vídně, kde mezitím v srpnu 1749 zemřel jeho starší bratr, Bedřich August, což byl také důvod jeho návratu.  
Ferdinand Bonaventura byl rytířem Řádu zlatého rouna, ministrem Tajné státní konference, císařského poradního orgánu, prezidentem nejvyššího soudního dvora a od ledna 1751 až do své smrti předsedou Říšské dvorské rady.
V roce 1752 byl Ferdinand Bonaventura dědičně přijat do kolegia švábských říšských hrabat, ačkoli jen jako personalista, tedy bez vlastního říšského hrabství. Mohl tak spolurozhodovat o usneseních říšského sněmu a stal se jedním z říšských stavů. Funkce byla dědičná pro prvorozené syny v linii jeho bratra Bedřicha Augusta (Ferdinand Bonaventura sám žádného syna neměl) čímž se v roce 1829 rod Harrachů zařadil mezi mediatizované říšské rody a tím mezi evropskou vysokou šlechtu.

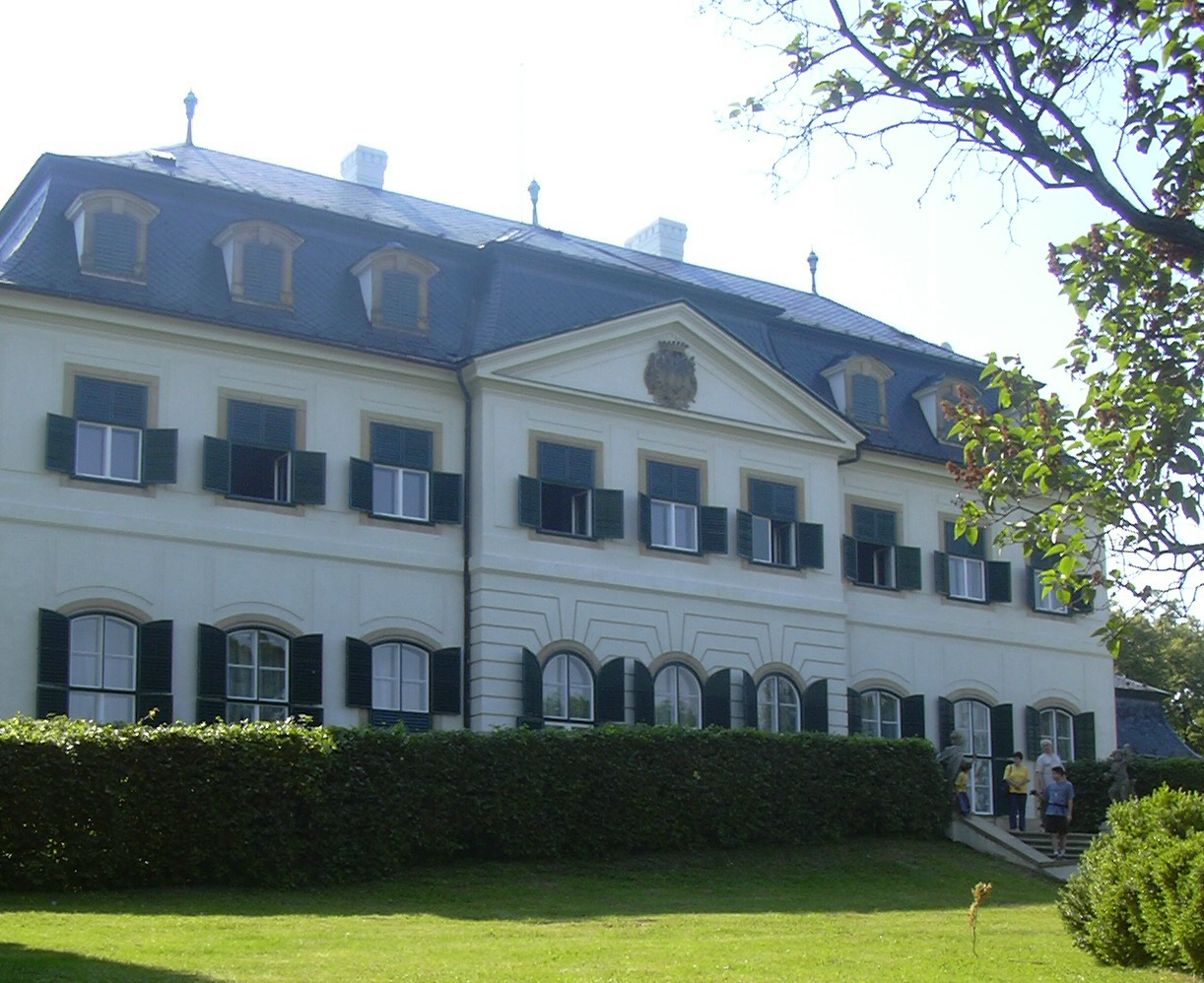
Zámek v Náměšti na Hané

### Aktivita v Zemích koruny české
Ferdinand Bonaventura se pokusil o hospodářský rozvoj Janovic u Rýmařova na Olomoucku, kam v roce 1750 přivezl z Čech první tkalce, do domů s pozemky, které pro ně nechal vystavět. V jeho díle následně pokračoval Jan Nepomuk Arnošt z Harrachu, v moravských Janovicích ve výrobě plátěného zboží a úspěšně posiloval rozvoj podnikání také v Čechách, např. sklářské hutě a železárny v Jilemnici a huť ve Šluknově. 
Ferdinand Bonaventura II. si jako svou novou letní rezidenci nechal roku 1765 na svém panství v Náměšti na Hané postavit nový rokokový zámek, tzv. Horní zámek, zatímco místní starý, tzv. Dolní zámek nechal přebudovat na textilní manufakturu. Zámek je pozoruhodná jednokřídlá obytná budova, s trojúhelníkovými tympanony v obou průčelích. Nízká křídla hospodářských a provozních budov uzavírají obloukem dvůr. Při zámku byl též zřízen park na kruhovém půdorysu.

## Rodina
Jeho první sňatek, uzavřený v roce 1733 s Marií Alžbětou (18. ledna 1718 – 8. ledna 1738), dcerou Jana Václava, hraběte z Gallasu, místokrále neapolského, zůstal bezdětný
V roce 1740 se oženil podruhé s Marií Rosou, hraběnkou z Harrachu (20. srpna 1721 – 29. srpna 1785), vlastní neteří a dcerou bratra Bedřicha Augusta. Z manželství vzešly dvě dcery:
- Marie Eleonora (*12. června 1757), zemřela v novorozeneckém věku
- Marie Rosa Aloisie (25. listopadu 1758 – 31. března 1814), ⚭ 23. dubna 1777 Josef Arnošt Kinský (12. ledna 1751 – 11. srpna 1798).[3]4. kníže Kinský z Vchynic a Tetova